# 普什卡里夫卡 (蘇梅區)
50°59′41″N 34°54′43″E / 50.99472°N 34.91194°E
普什卡里夫卡（烏克蘭語：Пушкарівка）是位於烏克蘭東北部的村莊，由蘇梅州蘇梅區的蘇梅市鎮負責管轄。該村處於普肖爾河右岸，距離澤萊內哈伊1.5公里，海拔高度133米，2001年人口456。